# اورتوین ساراپو
اورتوین ساراپو (استونیایی: Ortvin Sarapu; ۲۲ ژانویهٔ ۱۹۲۴ – ۱۳ آوریل ۱۹۹۹) شطرنج‌باز استونیایی‌تبار اهل نیوزیلند بود.
او در سال ۱۹۴۳ در زمان استونی در اشغال آلمان نازی بود به فنلاند و سپس به سوئد رفت، در سال ۱۹۴۵ پس از پایان جنگ جهانی دوم به دانمارک رفت و در مسابقات شطرنج با چشمان بسته شرکت کرد و به قهرمانی‌های مختلفی دست پیدا کرد. ساراپو در یکی از مسابقات در شهر اولدنبورگ با پیشنهاد رابرت وید شطرنج‌باز نیوزیلندی برای مهاجرت به نیوزیلند روبه‌رو شد. ساراپو پس از ازدواج با باربارا بیالونچیک در سال ۱۹۵۰ میلادی به نیوزیلند مهاجرت کرد. او در نیوزیلند به عنوان «آقای شطرنج» شناخته شد و نماینده کشور در این المپیاد شطرنج بود.